# Santiago Ramírez Sandoval
Santiago Ramírez Ruiz Sandoval (Ciudad de México, 1921-ídem, 14 de abril de 1989), citado como Santiago Ramírez, fue un médico y psicoanalista mexicano. Estudió la licenciatura en medicina en la Universidad Nacional Autónoma de México (UNAM), y desde entonces su interés por la dimensión psíquica estuvo entre sus prioridades. El tema de su tesis de medicina fue la estandarización del test de Rorschach. Fue profesor en las facultades de Medicina, de Filosofía y Letras y de Psicología de la UNAM.[cita requerida]
Formado en la Asociación Psicoanalítica Argentina (APA) en la década de 1950, realizó su análisis didáctico con el doctor Arnaldo Rascovsky y posteriormente con la doctora Marie Langer. A su regreso a México, participó en el grupo que fundó, en 1957, la Asociación Psicoanalítica Mexicana, en la que ocupó importantes cargos directivos (presidente) y a la que renunciaría en 1971. Un año después fundó, junto con otros psicoanalistas, el Grupo Mexicano de Estudios Psicoanalíticos, que en 1978 cambió su nombre por el de Sociedad Psicoanalítica de México (SPM). Fue fundador también de la Sociedad de Neurología y Psiquiatría Fue esposo de Ruth Castañeda, padre de Santiago y Elisa Ramírez Castañeda y abuelo de Laureana Toledo y el Dr. Lakra.[cita requerida]

## Obras
De su obra escrita, destacan los siguientes libros:[cita requerida]
- El mexicano: psicología de sus motivaciones
- Esterilidad y fruto
- Psicología de la función procreativa. Pax-México, 1962.
- Infancia es destino. Siglo XXI.
- Ajuste de cuentas, con Roberto Escudero y Santiago Ramírez Castañeda.

Fue coautor de:
- Psicoanálisis: la técnica
- Antropología cultural
- El mexicano: cultura, historia y personalidad

En el prólogo del libro Santiago Ramírez: Obras escogidas, editado por la UNAM en 1983 con motivo de su nombramiento como Profesor Emérito, el doctor Juan Carlos Plá afirma: "Santiago Ramírez es el más representativo de los psicoanalistas mexicanos. Sus acciones fundantes, sus pasiones por Freud y por México, la trama de los discursos que a él y a nosotros nos traspasan, lo constituyen mítica y simbólicamente en ese lugar primero del padre que abre surcos."[cita requerida]